# Klein Rönnau
Klein Rönnau é um município da Alemanha localizado no distrito de Segeberg, estado de Schleswig-Holstein.
Pertence ao Amt de Trave-Land.